# Money for Nothing
"Money for Nothing" je pjesma britanskog rock sastava Dire Straits, koja se prvi put pojavila na njihovom albumu Brothers in Arms iz 1985. godine i potom postala internacionalni hit nakon što je izdana kao singl. Tri tjedna je držala prvo mjesto na glazbenoj listi SAD-a i time postala njihov najuspješniji singl. Na glazbenoj listi Ujedinjenog Kraljevstva dosegla je četvrto mjesto. Pjesma je poznata po svojim kontroverznim stihovima, inovativnim spotom i gostovanjem Stinga koji je pjevao falsetto uvod i popratni refren, "I want my MTV". Spot je ujedno bio i prvi koji se emitirao na televizijskoj postaji MTV Europa 1. kolovoza 1987. kada je započela s radom.
"Money for Nothing" je osvojila nagradu Grammy za najbolju rock izvedbu grupe s vokalom na 28. godišnjoj dodjeli nagrada koja se održala 1985. godine.

## Stihovi i glazbene teme
Snimka pjesme sadrži prepoznatljivi glazbeni motiv u obliku gitarskog riffa koji započinje pjesmu. Pjesma je također poznata po produljenoj uvertiri koja je skraćena za potrebe emitiranja na radio postajama i televiziji. Gitarski riff se nastavlja tokom pjesme, u potpunosti se čuje tijekom svakog refrena i u utišanoj verziji kroz stihove. Časopis  Rolling Stone je pjesmi dodijelio 94. mjesto na svojoj listi '100 najvećih gitarskih pjesama svih vremena'.
Stihovi pjesme su napisani iz perspektive manualnog radnika koji gleda spotove i komentira što vidi. Da bi postigao efekt takvih ležernih i svakodnevnih komentara, pjevač i tekstopisac Mark Knopfler je iskoristio glazbeni stil poznat kao Sprechstimme što predstavlja vokalnu tehniku koja spada između govorenja i pjevanja.
Knopfler je u intervjuu s kritičarem Billom Flanaganom opisao kako je dobio ideju za tekst pjesme: 

## Zasluge za pisanje
Mark Knopfler i Sting podijelili su zasluge za tekst pjesme. Sting je bio u posjetu Montserratu gdje su Dire Straitsi snimali pjesme za album, i bio je pozvan da doda prateće vokale. Sting je izjavio da je jedini njegov skladateljski doprinos bio stih "I Want My MTV", koji je otpjevan na identičnu melodiju refrena njegove pjesme "Don't Stand So Close to Me", originalno snimljene od sastava The Police. Sting je navodno bio uzrujan kad je njegova izdavačka kuća inzistirala da se i njemu pripišu zasluge za pisanje pjesme (i s time tantijemi).

## Kontroverza
Zapažanja lika iz pjesma uključuju i reference na glazbenika koji "lupa na bubnjevima kao čimpanza" ("banging on the bongos like a chimpanzee") te opis pjevača kao "taj mali homić s naušnicom i šminkom" ("that little faggot with the earring and the makeup"), i jadikovanje da pjevači dobivaju "novac za ništa i cure besplatno" ("money for nothing and chicks for free"). Ovi stihovi su bili kritizirani kao seksistički i antihomoseksualni, te su u narednim izdanjima izmijenjeni za emitiranje; "homić" ("faggot") je primjerice često mijenjan s "majka" ("mother"). Cijeli drugi stih je bio cenzuriran te mu je izmijenjen sadržaj i trajanje za emitiranje na radiju i televiziji. Ovako izmijenjena verzija pjesme našla se na kompilaciji Sultans of Swing: The Very Best of Dire Straits.
Krajem 1985. godine Knopfler je u intervjuu za časopis Rolling Stone izrazio miješane osjećaje o toj polemici:

## Video spot
Spot za pjesmu je sadržavao računalnu grafiku koja je još bila u začecima. Spot je bio jedan od prvih koji je koristio računalno generirane ljudske likove i smatran je inovativnim u doba svog emitiranja. Bio je to drugi računalno generiran spot koji je prikazao na MTV-u. 
Mark Knopfler prvobitno nije bio zanesen konceptom spota. MTV je međutim inzistirao na njemu. Izdavačka kuća Warner Bros je kontaktirala redatelja Steve Barron iz Londona da uvjeri Knopflera da popusti. Opisujući suprotstavljene stavove Knopflera i MTV-a, rekao je:
Barron je tada otišao u Budimpeštu da uvjeri Knopflera u njihovu zamisao. Nakon što su se našli nakon nastupa, Knopfler je i dalje ostao nezainteresiran, ali je ovaj puta uz njega bila njegova djevojka koja je preuzela stvar u svoje ruke. Prema Barronovim riječima:
Ian Pearson i Gavin Blair su napravili animaciju koristeći Bosch FGS-4000 sustav za računalno kreiranje slike. Spot je također uključivao i snimku nastupa uživo Dire Straitsa, s djelomično animiranim sjajnim neonskim bojama kao što se može vidjeti na omotu izdanja.
Spot je dobio nagradu "Video spot godine" na trećoj godišnjoj dodjeli MTV nagrada.

## Produkcija
Knopfler je oblikovao zvuk svoje gitare prema zaštitnom tonu gitare Billyja Gibbonsa, gitarista sastava ZZ Top pošto su njihovi spotovi bili standardni u počecima MTV-a. Gibbons je kasnije tijekom 1986. godine izjavio u časopisu Musician da ga je Knopfler nagovarao da mu otkrije kako da replicira zvuk, dodajući na kraju "Uopće nije loše napravio posao, uzimajući u obzir da mu nisam rekao baš ništa!" Knopflerov "neloš posao" je uključivao korištenje njegove Gibson Les Paul gitare, priključene na Marshall pojačalo, koju je koristio na još par drugih pjesama s albuma, radije nego njegovu uobičajenu u to vrijeme Fender Stratocaster gitaru.

## Značajni nastupi
Kada su Dire Straitsi izveli "Money for Nothing" na Live Aid koncertu na Wembley stadionu, u izvedbi im se pridružio i Sting.
Knopfler je izvodio "Money for Nothing" i tijekom koncerta u čast 70. rođendana Nelsona Mandele 1988. godine i na dobrotvornom koncertu u Knebworthu 1990. godine. Ove verzije sadrže Knopflerove proširene solo dionice gitare, uz potporu Erica Claptona i Phila Palmera.

## Vanjske poveznice
- Money for Nothing na Discogsu